# (35342) 1997 GZ24
1997 GZ24 (asteroide 35342) é um asteroide da cintura principal. Possui uma excentricidade de 0.02105930 e uma inclinação de 15.45982º.
Este asteroide foi descoberto no dia 7 de abril de 1997 por Marcus Tristan Chamberlin em Goodricke-Pigott.